# The Archies
The Archies was een garageband opgericht door Archie Andrews, Reggie Mantle en Jughead Jones. Het was een groep van fictieve tieners uit het "Archie universum", in de context van de tekenfilmreeks The Archie Show uit eind jaren 60, begin jaren 70. In België en Nederland scoorden ze in 1969 een grote hit met het nummer Sugar, Sugar.

## De fictieve groep
The Archies speelden simpele popmuziek uit de periode waarin de tekenfilmreeks werd uitgezonden op televisie. Tegen wil en dank werd hun muziek door serieuze popcritici bestempeld als bubblegum.
Betty Cooper en Veronica Lodge voegden zich later ook bij de groep. Elk lid zong en Jughead deed de bass-stem in enkele nummers.
De rollen die de bandleden in de serie spelen zijn:
- Archie - hoofdgitaar
- Reggie - basgitaar
- Jughead - drums
- Betty - tambourine/percussie/gitaar
- Veronica - orgel/toetsen
- Hot Dog - mascotte

The Archies hadden een vreemde manier om hun platen te verspreiden. Hun muziek werd rechtstreeks op de kartonnen doos van ontbijtgranen geperst. De plaat moest dus eerst uitgeknipt worden en kon dan op een gewone platendraaier afgespeeld worden.

## De echte groep
Een groep studiomuzikanten werd samengesteld door Don Kirshner in 1968. Ze namen heel wat songs op waarvan Sugar, Sugar (geschreven door Jeff Barry en Andy Kim) de bekendste is. Dat nummer werd een wereldhit en stond wekenlang op 1 in de Amerikaanse Hot 100, waarvoor ze ook een gouden plaat ontvingen. Andere hits van The Archies zijn Who's Your Baby?, Bang-Shang-A-Lang en Jingle Jangle.
De meeste mannelijke stemmen werden vertolkt door Ron Dante en de vrouwelijke stemmen door Toni Wine. Wine werd in 1970 opgevolgd door Donna Marie, die aan het einde op haar beurt vervangen werd door Merle Miller. Het enige nummer waarin Ron Dante niet zingt, is het nummer Love Is Living In You uit 1971.
Achtergrondstemmen waren Jeff Barry, Susan Morse, Joey Levine, Maeretha Stewart, Ellie Greenwich, Bobby Bloom en Leslie Miller. Barry zong de basstem (die in de tekenfilm zogezegd die van Jughead was) op onder meer Jingle Jangle, Rock 'n' Roll Music en You Little Angel, You.
Muzikanten waren onder meer gitarist Hugh McCracken, bassisten Chuck Rainey en Joey Macho, toetsenist Ron Frangipane en drummers Buddy Saltzman en Gary Chester.
De meeste van de nummers van The Archies werden geproduceerd en geschreven door Jeff Barry.

## Discografie

### Singles
| Single met eventuele hitnotering(en) in de Nederlandse Top 40 | Datum van verschijnen | Datum van binnenkomst | Hoogste positie | Aantal weken | Opmerkingen              |
| ------------------------------------------------------------- | --------------------- | --------------------- | --------------- | ------------ | ------------------------ |
| Sugar, sugar                                                  | 1969                  | 20-09-1969            | 4               | 16           | #3 in de Single Top 100  |
| Jingle jangle                                                 | 1969                  | 10-01-1970            | 24              | 3            | #20 in de Single Top 100 |
| Who's your baby?                                              | 1970                  | -                     | tip11           | -            |                          |

### NPO Radio 2 Top 2000
| Nummer met noteringen in de NPO Radio 2 Top 2000 | '01  | '02  | '03-'04 | '05  |
| ------------------------------------------------ | ---- | ---- | ------- | ---- |
| Sugar, Sugar                                     | 1603 | 1529 | -       | 1999 |

1. ↑  Een '-' betekent dat het nummer niet was genoteerd en een vetgedrukt getal geeft de hoogste notering aan.
2. ↑  2001 was het eerste jaar met een notering voor dit nummer.
3. ↑  Deze tabel is bijgewerkt tot en met de laatste editie (2024).